# Rebecca Gischel

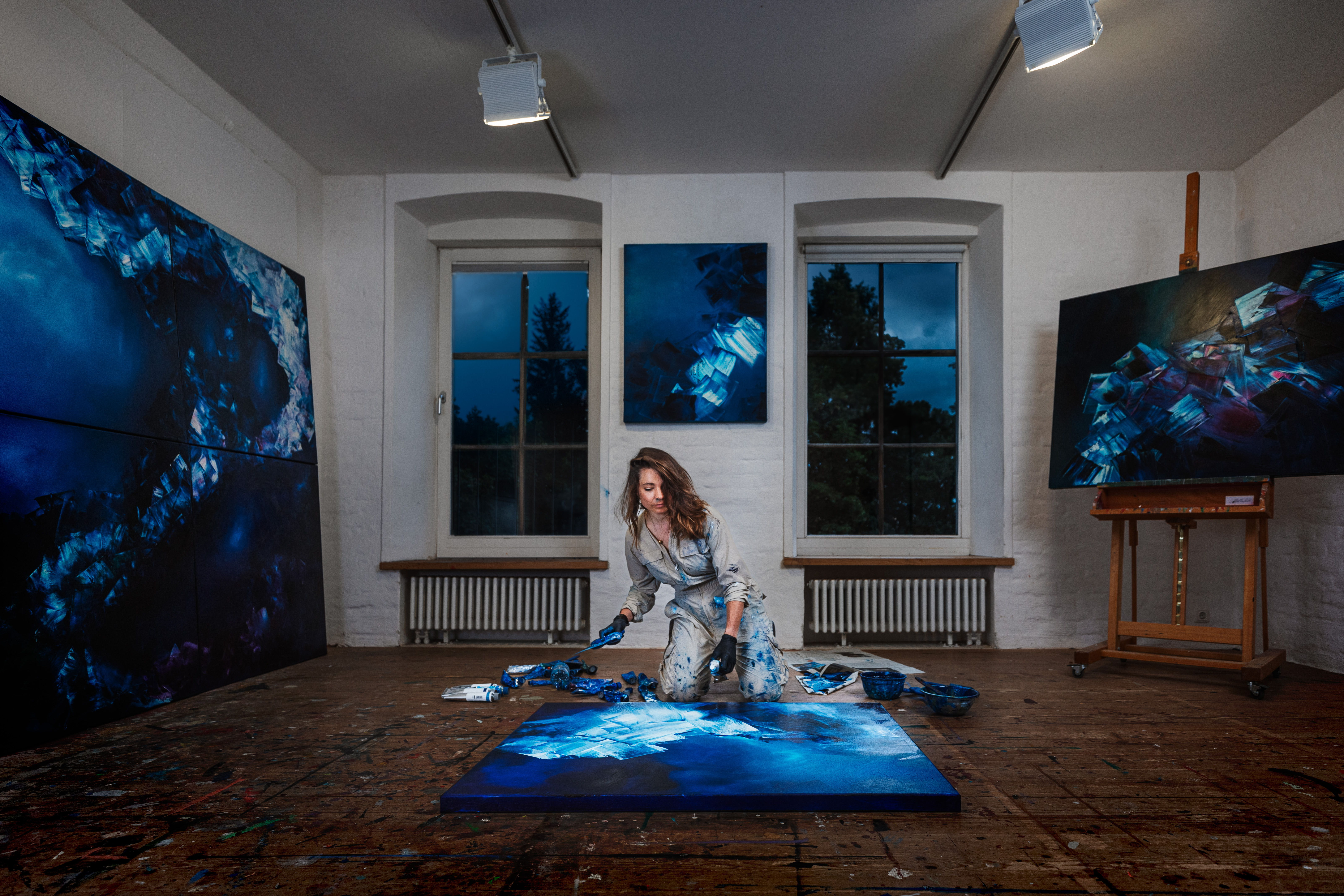
Rebecca Gischel

Rebecca Gischel (geboren 1989 in Moosburg, Deutschland) ist eine interdisziplinäre Künstlerin, die in München lebt und arbeitet. Sie arbeitet im Bereich der interaktiven Kunst und der abstrakten Malerei. Ihre interaktiven Installationen, die sie unter dem Künstlernamen Picaroon veröffentlicht, werden international ausgestellt.

## Leben und Werk
Rebecca Gischel studierte im Master Interaction Design an der Edinburgh Napier University in Schottland, wo sie begann, mit der interaktiven Kunst zu experimentieren. Ihre erste bedeutende Ausstellung fand 2013 auf dem Ars Electronica Festival in Linz statt, wo ihre interaktive Licht- und Musikinstallation Global Sounds gezeigt wurde.
Ihre interaktiven Installationen veröffentlicht sie unter dem Künstlernamen Picaroon, was den kollaborativen und interdisziplinären Entstehungsprozess andeuten soll. Ihre Installationen sind meist durch Licht, Musik und kinetische Elemente geprägt und beziehen den Menschen als Teil des Kunstwerks mit ein. Erst durch dessen Präsenz und Interaktion werden die Installationen zum Leben erweckt und können unmittelbar erfahren werden. Durch die Installationen werden Gefühle, menschliche Erfahrungen oder philosophische Ideen plastisch im Raum erlebbar, wie etwa Trost durch Literatur oder die kulturelle Bereicherung durch menschliche Diversität.
Ihre Installationen wurden mehrfach auf renommierten Kunstfestivals gezeigt, wie dem Ars Electronica Festival 2013 und 2018 (Linz, AT), dem Speculum Artium 2024 (Trbovlje, Slowenien), dem Kunstareal-Fest 2023 (München, DE) oder dem Dallas Aurora Light Festival 2015 (Dallas, USA).

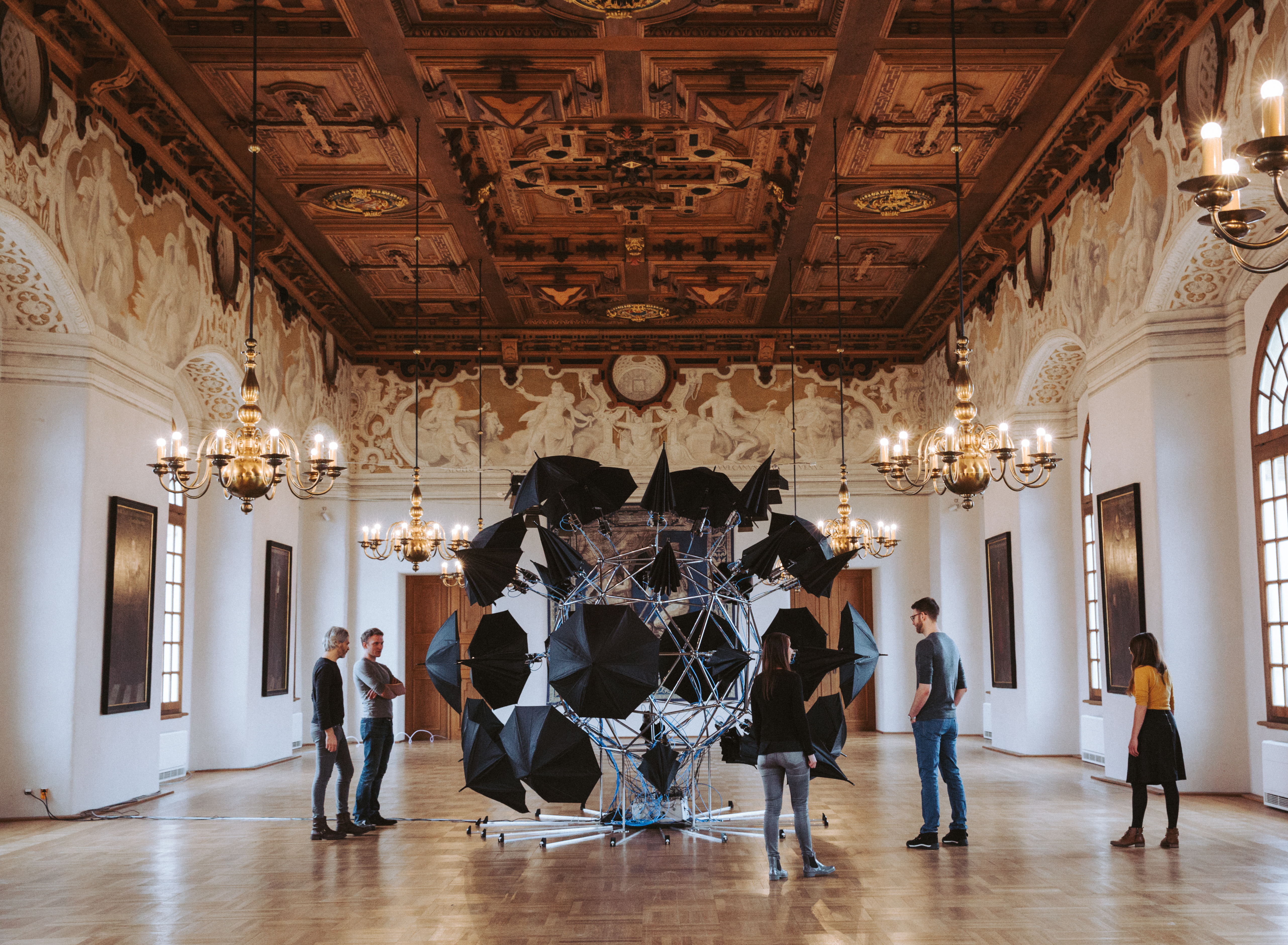
Surface X
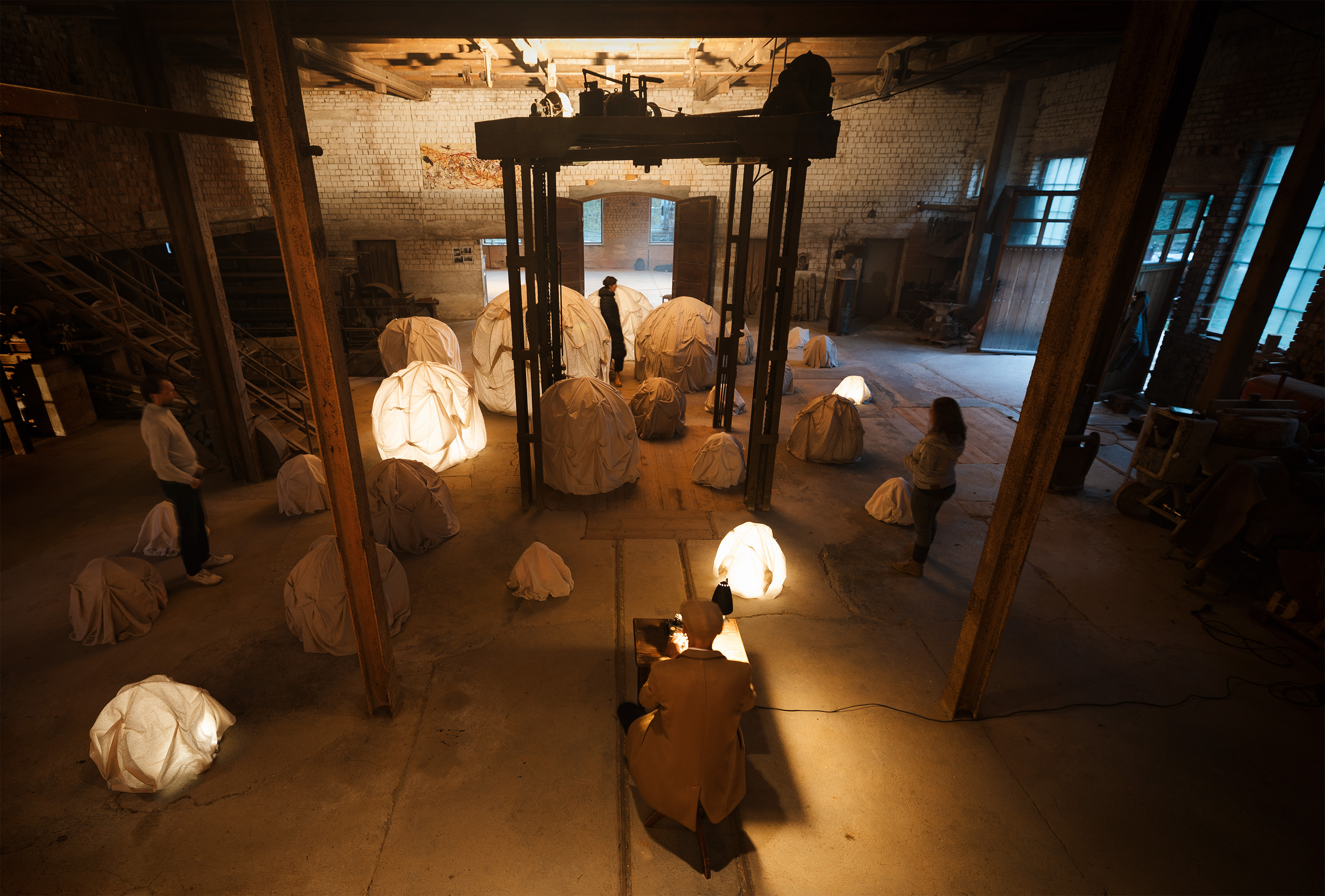
Take Comfort
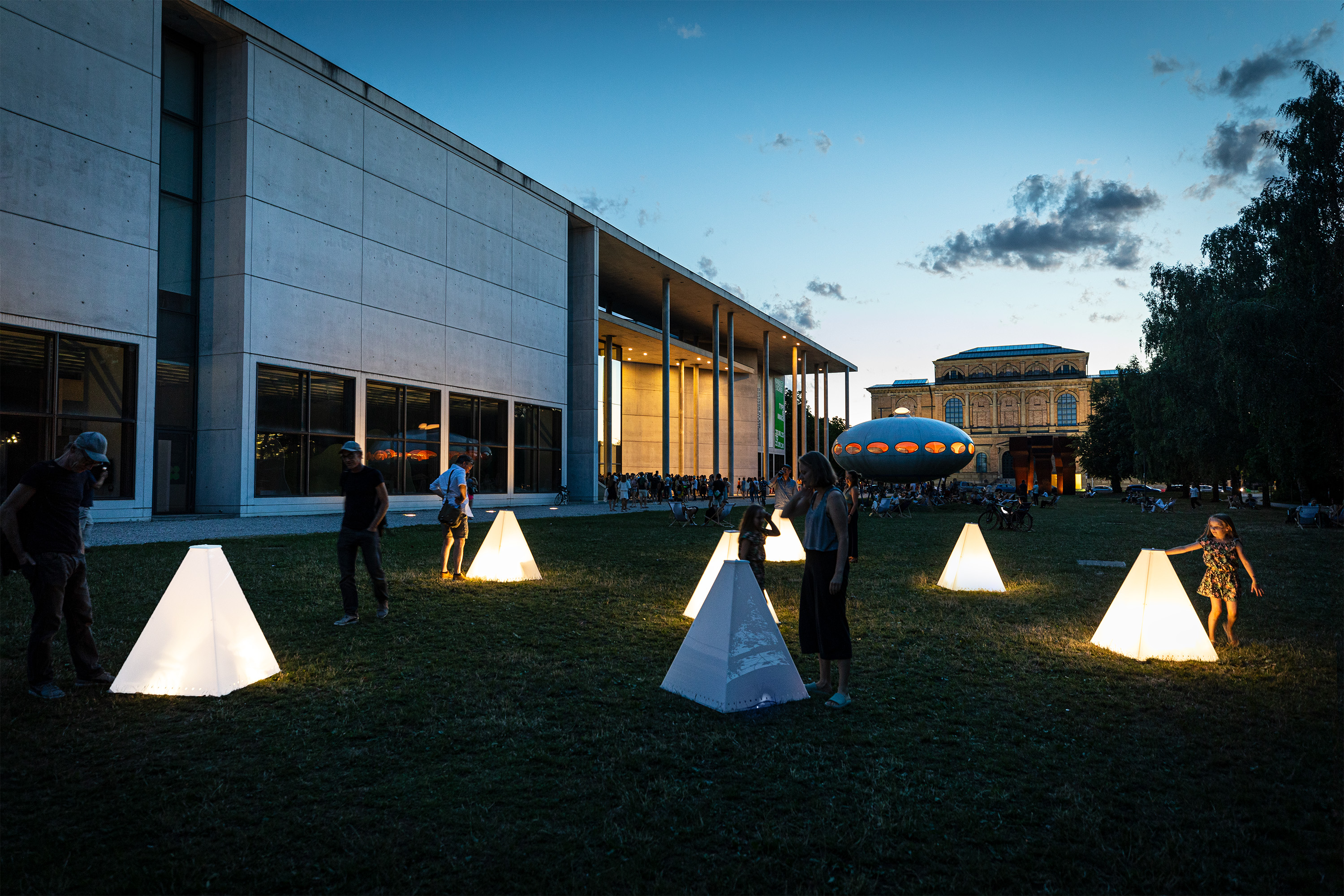
Global Sounds @ Kunstareal-Fest 2023

Seit 2020 arbeitet Gischel zusätzlich mit dem Medium der abstrakten Malerei, um tiefe menschliche Erfahrungen nonverbal auszudrücken und intuitiv erfahrbar zu machen. Ihre Gemälde entstehen in einem impulsiven kreativen Prozess, zumeist Nachts, in denen sie starke Emotionen durch vielschichtige Techniken mit Spachtel und Pinsel einfängt. In ihrer Malerei erforscht sie die Tiefen der menschlichen Seele mit ihrer schöpferischen Kraft und Unendlichkeit und möchte für das große Geheimnis der Existenz öffnen. Einige Jahre war Gischel nebenher als Freelancerin in der IT-Branche tätig, welche sie jedoch Anfang 2022 verließ und seitdem als hauptberufliche Künstlerin arbeitet. Das berlin ART MAGAZINE berichtete von ihren Weg weg von der Leistungsgesellschaft hin zur Kunst.
Seit 2015 lebt und arbeitet sie in München.

## Ausstellungen (Auswahl)
- 2013: Ars Electronica Festival (Linz, Österreich) mit der Installation Global Sounds[3]
- 2014: Glasgow Science Centre (Glasgow, UK) mit der Installation Tangible Orchestra
- 2014: 3D Print Show (London, UK) mit der Installation Tangible Orchestra
- 2015: Aurora Light Festival (Dallas, USA) mit der Installation Global Sounds[4]
- 2018: Ars Electronica Festival (Linz, Österreich) mit der Installation Surface X[5]. Festival-Chef Gerfried Stocker erwähnte gegenüber OÖNachrichten Surface X als eines seiner 5 Highlights des Festivals.[6]
- 2022: Pop-Up Galerie Runde Ringe (München, Deutschland) Einzelausstellung ihrer abstrakten Malerei
- 2023: Kunstareal-Fest (München, Deutschland) mit der Installation Global Sounds[7]
- 2023: Galerie Galerini (München, Deutschland) Einzelausstellung ihrer abstrakten Malerei[8]
- 2024: Speculum Artium (Trbovlje, Slowenien) mit der Installation Take Comfort[9]. Das nationale TV Slowenien berichtete über Take Comfort.[10]